# العلاقات الغواتيمالية المصرية
العلاقات الغواتيمالية المصرية هي العلاقات الثنائية التي تجمع بين غواتيمالا ومصر.

## مقارنة بين البلدين
هذه مقارنة عامة ومرجعية للدولتين:
| وجه المقارنة                                              | غواتيمالا       | مصر           |
| --------------------------------------------------------- | --------------- | ------------- |
| المساحة (كم2)                                             | 108.89 ألف      | 1.01 مليون    |
| عدد السكان (نسمة)                                         | 17.26 مليون     | 94.80 مليون   |
| الكثافة السكانية (ن./كم²)                                 | 158.51          | 93.86         |
| العاصمة                                                   | غواتيمالا       | القاهرة       |
| اللغة الرسمية                                             | اللغة الإسبانية | اللغة العربية |
| العملة                                                    | كتزال غواتيمالي | جنيه مصري     |
| الناتج المحلي الإجمالي (بليون دولار)                      | 75.62 مليار     | 235.37 مليار  |
| الناتج المحلي الإجمالي (تعادل القوة الشرائية) بليون دولار | 126.21 مليار    | 998.67 مليار  |
| الناتج المحلي الإجمالي الاسمي للفرد دولار أمريكي          | 3.90 ألف        | 3.61 ألف      |
| الناتج المحلي الإجمالي للفرد دولار أمريكي                 | 7.45 ألف        |               |
| مؤشر التنمية البشرية                                      | 0.627           | 0.690         |
| رمز المكالمات الدولي                                      | +502            | +20           |
| رمز الإنترنت                                              | .gt             | .eg، .مصر     |
| المنطقة الزمنية                                           | 00              | ت ع م+02:00   |

## منظمات دولية مشتركة
يشترك البلدان في عضوية مجموعة من المنظمات الدولية، منها:
| علم المنظمة | اسم المنظمة                               | تاريخ انضمام غواتيمالا | تاريخ انضمام مصر |
| ----------- | ----------------------------------------- | ---------------------- | ---------------- |
|             | مؤسسة التنمية الدولية                     | 27 أبريل 1961          | 26 أكتوبر 1960   |
|             | يونسكو                                    | 2 يناير 1950           | 22 يناير 1947    |
|             | وكالة ضمان الاستثمار متعدد الأطراف        | 11 يوليو 1996          | 12 أبريل 1988    |
|             | الأمم المتحدة                             | 21 نوفمبر 1945         | 24 أكتوبر 1945   |
|             | الاتحاد البريدي العالمي                   | ?                      | ?                |
|             | البنك الدولي للإنشاء والتعمير             | 28 ديسمبر 1945         | 27 ديسمبر 1945   |
|             | المنظمة الهيدروغرافية الدولية             | ?                      | 21 يونيو 1921    |
|             | الاتحاد الدولي للاتصالات                  | 10 يوليو 1914          | 9 ديسمبر 1876    |
|             | مؤسسة التمويل الدولية                     | 20 يوليو 1956          | 20 يوليو 1956    |
|             | المركز الدولي لتسوية المنازعات الاستشارية | 20 فبراير 2003         | 2 يونيو 1972     |
|             | منظمة التجارة العالمية                    | ?                      | 30 يونيو 1995    |
|             | منظمة الشرطة الجنائية الدولية             | ?                      | 7 سبتمبر 1923    |

## وصلات خارجية
- موقع وزارة الخارجية الغواتيمالية
- موقع وزارة الخارجية المصرية